# Африканская хартия прав человека и народов
Африканская хартия прав человека и народов — региональный правозащитный договор, принятый Организацией африканского единства в 1981 году и вступивший в силу в 1986 году. Содержит широкий спектр как социально-экономических, так и гражданских прав, а также ряд обязанностей человека. По состоянию на 2016 год в Хартии участвуют 53 из 54 стран-членов Африканского союза.

## Структура
Хартия состоит из преамбулы и 3 частей — «Права и обязанности», «Гарантии» и «Общие положения».

## Протоколы
В 2003 году был принят и в 2005 году вступил в силу протокол о правах женщин («Протокол Мапуту»). В нём участвует 36 стран, на 2016 год.
В 1998 году был принят и в 2004 году вступил в силу протокол, создавший Африканский суд по правам человека и народов. В нём, однако, на 2016 год участвуют лишь 30 стран.

## Надзор
Надзор за выполнением Хартии — рассмотрение докладов государств о её выполнении и заявлений о её нарушениях — осуществляет созданная согласно Хартии Африканская комиссия по правам человека и народов.
15 декабря 2009 года свой первый приговор вынес Африканский суд по правам человека и народов, отказав в рассмотрении по существу жалобы против Сенегала, так как тот, хотя и является участником протокола о создании суда, не делал декларации о допустимости индивидуальных жалоб. По состоянию на 2019 год, такую декларацию делали 10 стран, но 2 её уже отозвали.